# Joy Neville
Joy Neville (Limerick, 24 luglio 1983) è una dirigente sportiva, ex arbitro di rugby a 15 ed ex rugbista a 15 irlandese, prima donna a dirigere una gara professionistica maschile in ambito europeo di club.

## Biografia
Cresciuta in una famiglia di rugbisti (un fratello capitano del Garryowen, padre giocatore dell'UL Bohemian), fu all'inizio indirizzata verso la pallacanestro per mancanza di squadre, ma a 18 anni trovò spazio nello Shannon che aveva appena istituito una sezione femminile, e nel 2003 fu chiamata a rappresentare la provincia di Munster nel campionato femminile interprovinciale.
Nel 2003 debuttò in nazionale irlandese contro l'Inghilterra e tra il 2006 e il 2007 ebbe un'esperienza di un anno in Australia, per poi tornare in patria.
Il culmine della sua carriera sportiva fu la conquista del Sei Nazioni 2013 con l'Irlanda, vinta battendo nell'ultima giornata di torneo l'Italia: quella fu anche l'ultima partita internazionale di Neville, che a fine stagione si ritirò definitivamente; tornata a insegnare a tempo pieno all'istituto di tecnologia di Limerick, dal quale si era laureata, e divenutane responsabile della squadra di rugby, fu invitata dalla Federazione irlandese ad arbitrare, ma dopo aver diretto una partita giovanile espresse disinteresse a continuare; riprese ad arbitrare come sfida verso un allenatore che le aveva detto che non ci sarebbe mai stata una donna arbitro in Irlanda a livello professionistico fino a quando lui fosse stato in attività.
Nel 2016 divenne arbitro internazionale e diresse il suo primo incontro nell'ultima giornata del Sei Nazioni di quell'anno, a Port Talbot tra Galles e Italia, singolarmente l'ultima squadra contro cui aveva giocato; nel 2017 diresse il suo secondo Sei Nazioni e fu scelta per dirigere la finale della Coppa del Mondo che si tenne proprio in Irlanda.
Già direttore in Italia in serie A, nel settembre 2017 fu chiamata dalla Federazione Italiana Rugby ad arbitrare l'incontro della prima giornata di Eccellenza Petrarca ― S.S. Lazio e, a novembre, la partita di Champions Cup tra i francesi del Bordeaux Bègles e i russi dello Enisej-STM, prima occorrenza assoluta di un arbitro donna alla direzione di un incontro professionistico continentale maschile.
A fine novembre 2017 fu insignita da World Rugby del premio di miglior arbitro dell'anno.
A gennaio 2019 è divenuta la prima donna a dirigere in Pro14, bagnando il debutto con una vittoria di Ulster per 59-10 su Southern Kings.

### Vita privata
Joy Neville è dichiaratamente lesbica; dal 21 giugno 2015 è sposata con Simona Coppola, responsabile di progetto all'Intel, nata a Limerick da genitori italiani; Neville si è sempre dichiarata fiera che il suo Paese, un tempo additato per arretratezza, fosse divenuto il primo ad approvare via referendum la legalizzazione dei matrimoni tra persone dello stesso sesso aggiungendo inoltre, riguardo alla propria professione di arbitro, di auspicarsi che giunga presto il giorno in cui un direttore di gara donna non sia più una notizia.